# Aenne Burda - La donna del miracolo economico
Aenne Burda - La donna del miracolo economico (Aenne Burda – Die Wirtschaftswunderfrau) è una miniserie televisiva biografica tedesca del 2018 basata sulla vita di Aenne Burda, titolare dell'omonima casa editrice che ideò una rivista di moda con cartamodelli grazie ai quali le donne potevano confezionare abiti a casa loro, offrendo un notevole contributo sia al miracolo economico tedesco che estero del secondo dopoguerra. 
La miniserie, composta da due puntate, è stata trasmessa in prima visione in Germania sul canale Das Erste il 5 e 12 dicembre 2018, mentre in Italia è andata in onda in un'unica serata su Canale 5 il 1º luglio 2020. 

## Trama

### Prima puntata
Offenburg, 1949. Le condizioni economiche nella Germania del dopoguerra migliorano notevolmente. Il ricco tipografo ed editore Franz Burda non prende sul serio l'idea di sua moglie Aenne (figlia di un ferroviere) di realizzare una rivista di moda dotata di cartamodelli per consentire alle donne di confezionare gli abiti direttamente a casa propria, ritenendo che non debba lavorare come le donne meno abbienti, anche perché lui è responsabile finanziariamente sia per lei che per i loro tre figli Franz, Frieder e Hubert. Aenne è certa che il desiderio delle donne di sfuggire alla tristezza del dopoguerra abbia un grande potenziale, ma finisce per assecondare la volontà del marito.
Un giorno però Aenne scopre che suo marito non solo ha frequenti relazioni extraconiugali, ma ha anche una vera e propria seconda famiglia nella città vicina di Lahr con la sua ex segretaria Evelyn Holler, dalla quale ha perfino avuto una figlia illegittima. Aenne è sconvolta e si precipita a Parigi dove ritrova un vecchio amico dei tempi dell'occupazione, André Lambert, che gestisce una casa editrice di moda e dal quale scopre che Evelyn sta pubblicando proprio la rivista che lei ha sempre desiderato realizzare grazie ai fondi che Franz le ha dato. Aenne torna a casa infuriata e dà al marito un ultimatum: o le affiderà la direzione della rivista o chiederà il divorzio, un fatto che all'epoca poteva destare grande scandalo. Franz si arrende.
Aenne caccia personalmente Evelyn e inizia subito a ripensare la rivista pretendendo molto dai suoi dipendenti, ma dando loro anche una visione per cui vale la pena lottare: Favorit Moden, nuovo nome della rivista, dovrà essere diversa da tutte le altre e offrire alle donne un vero valore aggiunto. Nonostante le rigide regole Aenne è aperta alle buone idee dei suoi dipendenti, come quella suggeritale dall'attenta assistente Edith Schmidt e dalla talentuosa capo-sarta Lise Schneegass, che consiste nel prendere le misure delle abitanti di Offenburg e Lahr ancor prima che venga prodotto il primo numero, al fine di determinare taglie di vestiti frequenti.
Aenne crede fermanente nel suo progetto, al punto da chiedere a Franz di cederle la casa editrice rinunciando in cambio a tutte le pretese sui suoi beni. Solo all'appuntamento con il notaio Aenne scopre che l'editore ha debiti elevati che deve ripagare a Franz in caso di trasferimento; nonostante questo, nutrendo una profonda fiducia nelle proprie capacità, Aenne firma comunque il contratto.

### Seconda puntata
Aenne rileva la casa editrice di moda insieme ai debiti e negozia con Franz anche i costi di stampa della sua rivista. Pensare in piccolo non fa per lei: la tiratura sarà notevolmente aumentata rispetto ai numeri precedenti, così da portare in edicola ben 100.000 copie. Inoltre, pur di assicurare lo stipendio ai dipendenti, Aenne lascia i propri gioielli a un banco dei pegni.
Aenne è oberata di lavoro, e la sua governante Martha conforta i suoi figli quando sentono la mancanza della madre. Un deciso passo avanti nella produzione del giornale avviene grazie all'aiuto del grafico Wilhelm Kemper, il quale riesce a far collocare un motivo di diverse dimensioni su un foglio in modo che il volume della rivista rimanga di ridotte dimensioni e quindi a portata di mano, elemento essenziale per la stampa e la vendita al dettaglio.
Mentre il primo numero è in stampa si verifica quasi una catastrofe: un editore austriaco che detiene già i diritti sul titolo Favorit minaccia azioni legali, così Aenne decide senza ulteriori indugi di continuare la produzione e poi di coprire le copie stampate con il nuovo titolo Burda Moden. Il primo numero della rivista si esaurisce in modo sorprendentemente rapido. Anche Franz, che osserva con sentimenti contrastanti lo sviluppo imprenditoriale della moglie, si complimenta con lei, ma questo non cambia molto nella relazione ambivalente tra i due. Avere successo almeno quanto suo marito è una motivazione importante per Aenne, che intanto lotta e ottiene il meritato riconoscimento nel mondo delle settimane della moda e degli stilisti dell'alta moda, da cui trae ispirazione per la sua rivista.
Quattro anni dopo, quando finalmente può inaugurare un nuovo edificio per la sua casa editrice a Offenburg, Aenne organizza una grande festa e si concede finalmente una lunga vacanza in Sicilia per trovare l'amico artista Hans Kuhn, affidando l'attività a Edith. Libera dalle incombenze della vita quotidiana, Aenne incontra l'affascinante italiano Massimo Russo e se ne innamora ricambiata.
Franz lascia Evelyn (che con loro figlia si è trasferita a Wiesbaden) e va in Sicilia, riuscendo a persuadere la moglie a tornare a Offenburg, sebbene Aenne abbia molte difficoltà a rinunciare alla sua relazione con Massimo. Tuttavia, alla fine la famiglia Burda trova il modo di ricongiungersi con un leale patto di quieto vivere.